# Veský mlýn

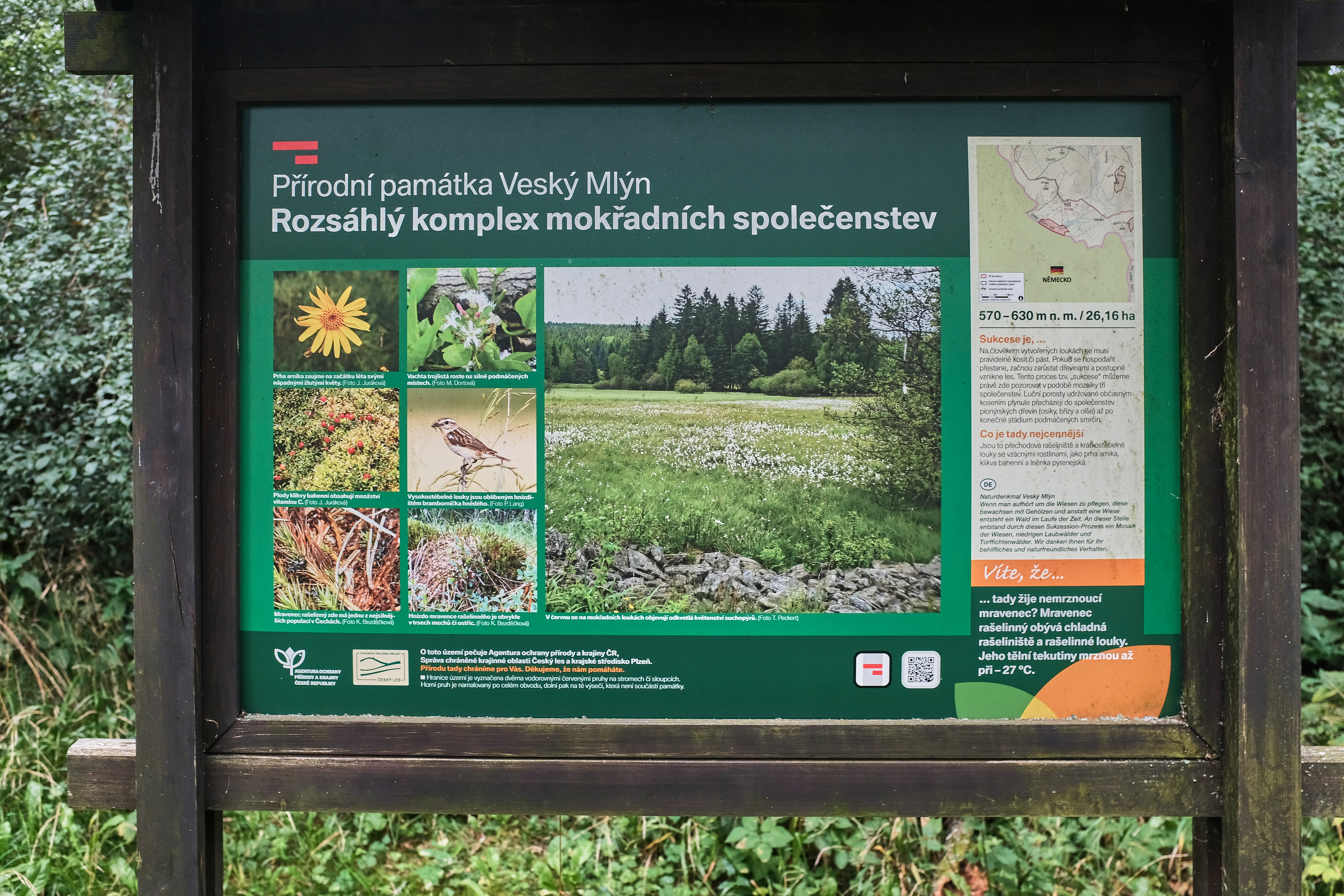
Informační tabule na Pleši

Veský mlýn je přírodní památka v Českém lese s rozlohou 32,12 hektaru na území CHKO Český les. Nachází se v těsném sousedství státní hranice s Německem, přibližně 10 km západně od obce Bělá nad Radbuzou v okrese Domažlice. O území pečuje AOPK ČR – regionální pracoviště správy CHKO Český les.
Předmětem ochrany jsou společenstva přechodových rašelinišť a krátkostébelných luk s výskytem vzácných a zvláště chráněných druhů rostlin.

## Historie
Přírodní památka byla pojmenována po zaniklém Veském mlýnu, který se nacházel v těsné blízkosti současné hranice chráněného území. Před druhou světovou válkou bylo území osídleno obyvatelstvem převážně německé národnosti. Po druhé světové válce došlo k vysídlení německého obyvatelstva a změně režimu v blízkosti státní hranice. Vzhledem k poloze na státní hranici s Německem bylo území veřejnosti téměř nepřístupné už od roku 1948. Po vzniku hraničního pásma v roce 1950, resp. zakázaného pásma, došlo k úplnému vysídlení všech obyvatel. Vzhledem k těsné blízkosti státní hranice bylo území od padesátých do devadesátých let 20. století součástí ostře střeženého hraničního pásma, tzv. „Železné opony“. V nejbližší obci na české straně hranice, v Pleši, ve které v roce 1930 stálo 105 domů a žilo 483 obyvatel byla v roce 1951 zřízena rota pohraniční stráže.

## Přírodní poměry
Přírodní památka s rozlohou 32,12 hektaru leží v nadmořské výšce 700–720 metrů v katastrálním území Pleš.
Geomorfologicky je na území geomorfologického celku Český les, podcelku Čerchovský les. Geologicky spadá pod moldanubikum Čerchovského lesa. Geologický podklad tvoří cordieritická rula.
Chráněným území protéká Plešský potok (německy  a na německém území Weißbach) a náleží k povodí Dunaje. Na území byly vyrovnávací vodní nádrže pro mlýny. Jeden náhon k hornímu mlýnu se částečně dochoval. Na Plešském potoce byly v minulosti pravděpodobně pstruhové sádky, podobně jako v sousedním Bavorsku.
Roční průměrný úhrn dešťových srážek je 800–900 mm.

### Flóra a fauna
Ze zvláště chráněných druhů rostlin zde roste kriticky ohrožená kapraď hřebenitá (Dryopteris cristata), vzácně silně ohrožený všivec lesní (Pedicularis sylvatica), z ohrožených druhů je zde stabilní populace klikvy bahanní (Oxycoccus palustris), vzácně zde roste vachta trojlistá (Menyanthes trifoliata), prstnatec májový (Dactylorhiza majalis) a vrba plazivá (Salix repens), roztroušeně prha arnika (Arnica Montana).
Ze zvláště chráněných druhů živočichů zde hojně žije kriticky ohrožená zmije obecná (Vipera berus), ze silně ohrožených bekasina otavní (Gallinago gallinago) a netopýr ušatý (Plecotus auritus), z ohrožených bramborníček hnědý (Saxicola rubetra) a krkavec velký (Corvus corax).

## Přístup
Vstup veřejnosti na území přírodní památky je omezen. Přístup k okraji chráněného území je možný od hraničního přechodu Pleš/Fridrichshäng, těsně za státní hranící na německé straně. Podél státní hranice vede na německém území pěšina jižním okrajem přírodní památky.